# 김하나 (배드민턴 선수)
김하나(1989년 12월 27일~)는 대한민국의 배드민턴 선수로, 삼성생명 배드민턴단 소속으로 활동하고 있다.